# Sōsuke Uno
Sōsuke Uno (jap. 宇野 宗佑 Uno Sōsuke; ur. 27 sierpnia 1922 w Moriyamie w prefekturze Shiga, zm. 19 maja 1998 tamże) – japoński polityk, 75. premier Japonii.

## Życiorys
Był politykiem Partii Liberalno-Demokratycznej. W latach 1987–1989 był ministrem spraw zagranicznych Japonii. W 1989 roku został przewodniczącym Partii Liberalno-Demokratycznej i premierem.
Jego karierę polityczną przerwał skandal obyczajowy. Gejsza, będąca jego kochanką poskarżyła się mediom, że Uno ją źle traktuje i łoży za mało na jej utrzymanie. Sprawa początkowo nie zainteresowała Japończyków. Dopiero, gdy nagłośnił ją na świecie reporter Washington Post, Uno został zmuszony do ustąpienia z funkcji premiera 10 sierpnia 1989 roku.